# Lauren Conrad
Lauren Katherine Conrad, emellanåt kallad L.C., född 1 februari 1986 i Newport Beach, Kalifornien, USA, är en före detta amerikansk dokusåpastjärna men numera designer och författare. Hon är mest känd för sin medverkan i MTV:s Laguna Beach: The Real Orange County och The Hills. För sin medverkan i The Hills fick hon en Teen Choice Award 2006 och har vunnit andra priser på Teen Choice Awards åren efter. Hon har blivit nominerad till bäst klädda stjärna.
Conrad har även en roll som sig själv i filmen Epic Movie. Men trots hennes framgång i underhållningsbranschen, har hon förklarat att hon inte är intresserad av en skådespelarkarriär därför att hon inte tycker det är kul och inte är bra på det. Hon har trots det gjort gästinhopp som sig själv i serierna Greek, Family Guy och Privileged.
Lauren är även kläddesigner, hennes linje "Lauren Conrad Collection" visades upp på modeveckan i Los Angeles. Numera går det dock inte lika bra för den och hon har för tillfället stoppat produktionen. Hon har istället en klädlinje hos varumärket Kohl's som heter LC Lauren Conrad sedan 2009. 
Hon har även skrivit på ett avtal om att skriva tre böcker. Den första boken hon skrev heter L.A Candy och släpptes under 2009. Boken kommer att filmatiseras, där Conrad kommer spela en av rollerna. Den andra boken heter Sweet Little Lies och släpptes 2010. Den tredje och avslutande boken i serien heter Sugar and Spice och släpptes även den 2010. Hon har även skrivit en egen stilbok, Lauren Conrad Style, där hon delar med sig av tips och om sin egen stil, även den släpptes under 2010. 
Conrad slutade medverka på The Hills under 2009, som ersättare anlände Kristin Cavallari istället.
Hon är sedan 2014 gift med William Tell och tillsammans har de sönerna Liam, född 2017, och Charlie, född 2019.

## Filmografi
| Film       | Film                                 | Film      | Film       |
| År         | Film                                 | Roll      | Övrigt     |
| ---------- | ------------------------------------ | --------- | ---------- |
| 2007       | Epic Movie                           | Sig själv |            |
| Television |                                      |           |            |
| År         | Titel                                | Roll      | Övrigt     |
| 2004-2006  | Laguna Beach: The Real Orange County | Sig själv | 26 avsnitt |
| 2006-2009  | The Hills                            | Sig själv | 63 avsnitt |
| 2006       | Family Guy                           | Röst      | 1 avsnitt  |
| 2008       | Privileged                           | Sig själv | 1 avsnitt  |
| 2008       | Greek                                | Sig själv | 1 avsnitt  |
| 2009       | Family Guy                           | Röst      | 1 avsnitt  |

## Priser
| År   | Gala               | Resultat | Kategori                          | Film eller serie |
| ---- | ------------------ | -------- | --------------------------------- | ---------------- |
| 2006 | Teen Choice Awards | Vann     | Choice Female Reality TV Star     | The Hills        |
| 2007 | Teen Choice Awards | Vann     | TV - Choice Reality Star (Female) | The Hills        |
| 2008 | Teen Choice Awards | Vann     | Choice Female Reality TV Star     | The Hills        |